# Hrvatski radnički savez
Hrvatski radnički savez (kratica: HRS) bio je sindikalna organizacija Hrvatske seljačke stranke.
Glasilo Hrvatskog radničkog saveza je bio tjednik Hrvatski radnik.
Utemeljen je godine 1921. Tijekom povijesti bio je pod utjecajem nekoliko ideoloških struja: do 1925. bio je samostalan, uz početni utjecaj pravaša, te kasniji HRSS-a. Kasnije je jačao HSS-ov utjecaj, a od 1935. se u potpunosti vezuje uz HSS. Neposredno prije Drugog svjetskog rata osjećao se utjecaj ideologije KPJ među članstvom HRS-a, osobito na hrvatskom jugu.

Najviše je podružnica imao po Hrvatskoj, ali bilo ih je i u Sloveniji i u BiH (Sarajevo i dr.). Prema struci, najviše je okupio radnike tekstilne industrije, građevinarstva, šumarstva, rudare, "radnike seljake"
Politika HRS-a je pratila politiku matične stranke HSS-a: tolerancija, 
demokracija i sloboda. Za razliku od komunista, nije tražio ukidanje, nego reformiranje privatnog vlasništva. Protivio se oružanoj klasnoj borbi, diktaturu proletarijata, a socijalni program je glasio "nacionalna sloboda i socijalna pravda". 

Gospodarski program se namjeravalo sprovesti borbom protiv nezaposlenosti, potpisivanjem kolektivnih ugovora, određivanjem minimalnih nadnica, te osiguravanjem u slučaju bolesti i smrti.

Nakon 1939. se ističe da bi se radništvo trebalo sporazumjeti s domaćim kapitalom, koji ne izrabljiva domaće radništvo kao međunarodni. Sporazum s domaćim je značilo da se ne radi protiv nacionalnih interesa, kao i interesa posloprimatelja i poslodavaca.,  HRS-ove štrajkove nije odlikovalo nasilje, nego mirni pristup, pregovaranjem s poslodavcima; s druge strane, KPJ je za svoje ciljeve pribjegavala i terorističkim metodama: likvidacijama političkih protivnika, zastrašivanjem stanovništva i destruktivnim štrajkovima radi destabilizacije nepoželjne vlasti, dok su radnička prava nerijetko bila u drugom planu.
Do 1937.  HRS je bio glavni stjegonoša borbe za nacionalna i radnička prava i socijalnu pravdu u Hrvatskoj. Dotada je "konkurentski", komunistički URSSJ djelovao na rubu zakona. Do 1925. se povremeno surađivalo s komunistima, no nakon 1925. se odbijalo suradnju s njima. Nakon što je Josip Broz Tito došao 1937. na čelo KPJ, matične stranke URSSJ-u, odnosi HRS-a i URSSJ su se znatno pogoršali. Situacija je došla dotle da je čelni čovjek HRS-a Alojz Pećnik 1941. ocijenio u izjavi za splitski dnevnik Novo doba da su HRS-u glavni neprijatelji redom "nezasitni kapital", onda već na drugom mjestu "marksisti" i tek na trećem mjestu ondašnja državna vlast.
Izvori za neslogu su bili višestruki: HRS je bio HSS-ov i radio je za hrvatsku stvar, za hrvatsku državu, dok je KPJ bio internacionalistički, protiv nacionalne države.

Drugi razlog bila je otimačina članova, odnosno odvajanje ljudi od HSS-a.  KPJ je imala neusporedivo manje članstvo u sindikatima, u usporedbi s HSS-ovim HRS-om. Da bi KP-ov URSSJ dovukao sebi ljudstvo koje im je bilo potrebno za njihove ciljeve (podizanje oružanog ustanka, po naputku svojih stvarnih vođa Staljina i KP SSSR-a), KPJ je pribjegavala zastrašivanjem HRS-ovih ljudi atentatima i kompromitiranjem HSS-a, njegova čelništva, Vladka Mačeka te Banovine Hrvatske (kad je organizirala štrajk prosinca 1939. tobože protiv skupoće, a zapravo radi destabiliziranja hrvatske vlasti, odnosno Banovine Hrvatske).
Čelne osobe HRS-a bile su izložene progonima od državnih vlasti, jugonacionalista, ali i od konkurentske KPJ, koja je vršila atentate na HRS-ove ljude (na Luku Čulića, Vojka Krstulovića i dr.).

### Nakon 1945.
Nastankom Jugoslavije kojom je vladala KPJ, višestranačje nestaje, i HRS je izvan zakona, te djeluje među hrvatskim iseljenicima i emigrantima. Izdavali su svoja glasila, kao što je mjesečnik Hrvatski radnik koji je izlazio u Parizu.
U Njemačkoj je u emigraciji sindikalist HRS-a Andrija Mrzlečki (1910. – 2000.) iznova osnovao HRS i objavio godine 1971. knjigu "Andrija Mrzlečki - Uspomene na 50. godišnjicu Hrvatskog radničkog saveza ", Kempten 1971./1972., naklada Udruženje hrvatskih radnika Europe (UHRE). 

## Znanstveni radovi o HRS-u
Hrvatski radnički savez znanstveno je proučavala hrvatska povjesničarka Bosiljka Janjatović.